# Загойник кримський
Загойник кримський (Sideritis taurica) — вид квіткових рослин родини глухокропивових (Lamiaceae).

## Біоморфологічна характеристика
Це багаторічна рослина 25–40 см. Прицвітні листки сірі чи зелені, повстяно запушені, майже трикутні, стикаються або злегка налягають краями в одній парі.

## Поширення
Болгарія, Крим, Північний Кавказ, Туреччина.
В Україні вид зростає на кам'янистих схилах — у гірському Криму (зх. ч. та в районі Сімферополя).